# Isla Ouen
Isla Ouen (en francés: Île Ouen también llamada Ngwêê en la lengua wêê) es una isla en el archipiélago de Nueva Caledonia, dependiente de la comuna de Mont-Dore.
Está situada al sur de Canal Woodin, a medio camino entre Numea y la Isla de Pinos. Fue descubierta en el siglo XIX por un británico. Su población (cien habitantes) se concentra en el pueblo de Ouara, enclavado en un bosque de cocoteros. Esta isla es conocida por sus tortugas y las antiguas minas de jade.